# Вергара-Химено, Хосе
Хосе Вергара-Химено (исп. José Vergara Gimeno; 2 июня 1726, Валенсия , Испанская империя — 9 марта 1799, там же) — испанский художник, один из основателей Королевской Академии искусств Сан Карлос (La Real Academia de Bellas Artes de San Carlos) в Валенсии (1768).

## Биография
Родился в семье с художественными традициями. Его отец Франсиско Вергара (1681—1753), дядя Мануэль Вергара, брат Игнасио Вергара-Химено (1715—1776), кузен Франсиско Вергара Бартуаль были скульпторами и художниками.
Первые навыки мастерства получил в мастерской отца.
Творил на стыке позднего барокко в неоклассицизма. Занимался масляной живописью и фресками.
Автор многих картин и фресок на библейские сюжеты, портретов.
|  |  |  |  |